# Whatever It Takes (2000)
Whatever It Takes (prt: Custe o Que Custar; bra: Correndo Atrás) é um filme estadunidense de 2000, do gênero comédia romântica jovem, dirigido por David Raynr e estrelado por Jodi Lyn O'Keefe, Shane West, Marla Sokoloff e James Franco. A trilha sonora é de Ed Shearmur.

## Elenco
| Ator             | Papel          |
| ---------------- | -------------- |
| Jodi Lyn O'Keefe | Ashley Grant   |
| Shane West       | Ryan Woodman   |
| Marla Sokoloff   | Maggie Carter  |
| James Franco     | Chris Campbell |
| Aaron Paul       | Floyd          |
| Richard Schiff   | Professor      |
| Julia Sweeney    | Kate Woodman   |
| Colin Hanks      | Cosmo          |
| Kip Pardue       | Harris         |
| Scott Vickaryous | Stu            |
| Manu Intiraymi   | Dunleavy       |

## Recepção
O filme tem uma taxa de aprovação no Rotten Tomatoes de 16% com base em 67 avaliações. O consenso crítico do site diz: "Whatever It Takes é outro filme de romance adolescente comum. Piadas clichês e um enredo cansado capturam poucas risadas".

## Prêmios
- Indicações do Teen Choice Awards:
  - Escolha do Filme de Comédia[4]
  - Escolha do Filme Hissy Fit (Jodi Lyn O'Keefe)[4]
  - Escolha do Filme Sleazebag (James Franco)[4]